# نيهرهر (حديبو)

تعديل مصدري - تعديل

نيهرهر هي إحدى قرى مديرية حديبو التابعة لمحافظة سقطرى، بلغ تعداد سكانها 59 نسمة حسب تعداد اليمن لعام 2004.